# 스페인의 도

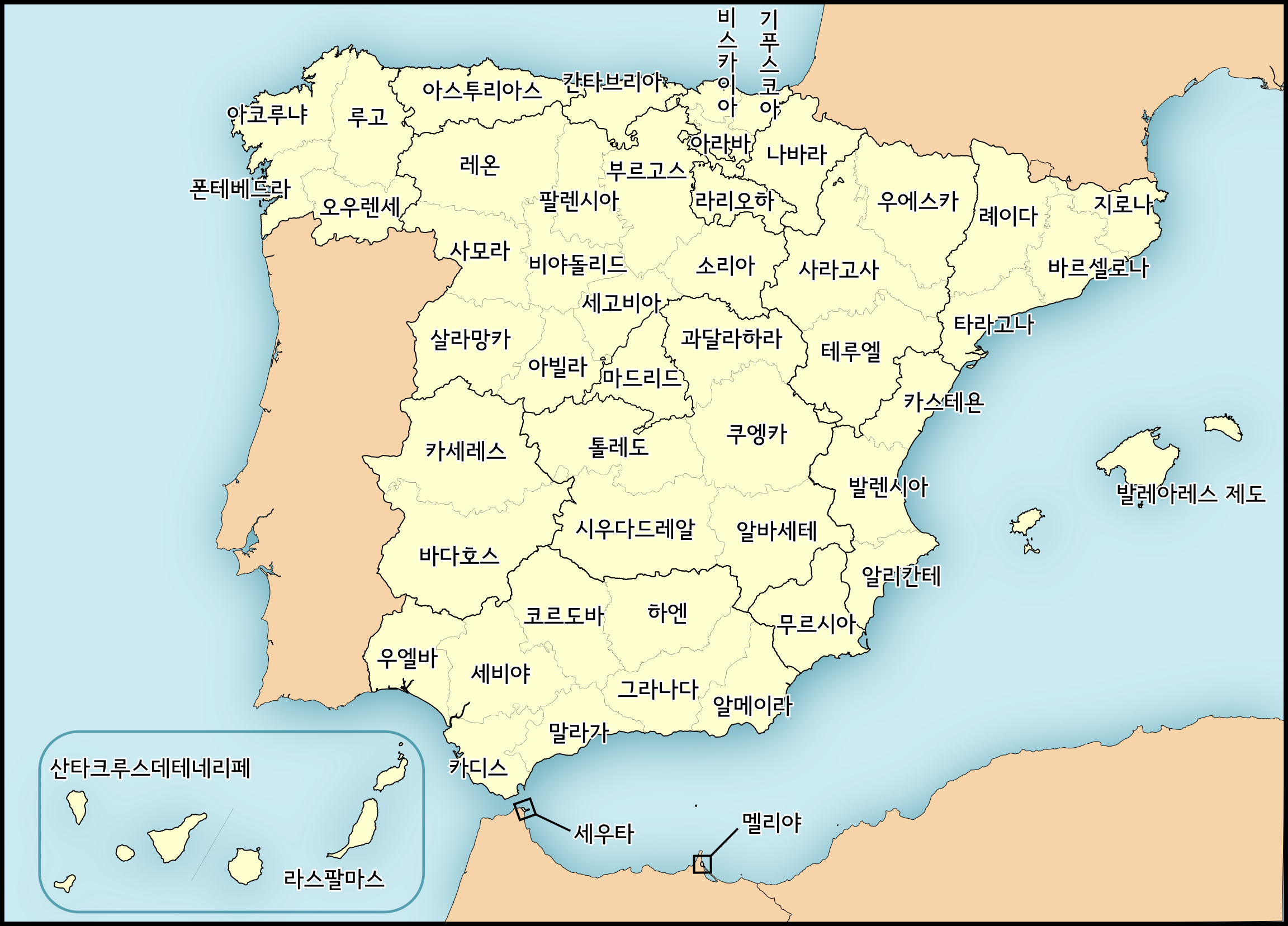
스페인의 행정 구역

스페인은 50개의 도(스페인어: provincia 프로빈시아[*])로 나뉘어 있다. 이들 도는 17개의 광역자치주에 속하여 있고 어떤 광역자치주에 속하지 않는 도는 없다.

## 도 목록
| 도                     | 도청 소재지          | 광역자치주       |
| ---------------------- | -------------------- | ---------------- |
| 과달라하라도           | 과달라하라           | 카스티야라만차주 |
| 그라나다도             | 그라나다             | 안달루시아주     |
| 기푸스코아도           | 산세바스티안         | 바스크주         |
| 나바라도               | 팜플로나             | 나바라주         |
| 라리오하도             | 로그로뇨             | 라리오하주       |
| 라스팔마스도           | 라스팔마스           | 카나리아 제도    |
| 아코루냐도             | 라코루냐             | 갈리시아주       |
| 레온도                 | 레온                 | 카스티야이레온주 |
| 루고도                 | 루고                 | 갈리시아주       |
| 마드리드도             | 마드리드             | 마드리드주       |
| 말라가도               | 말라가               | 안달루시아주     |
| 무르시아도             | 무르시아             | 무르시아주       |
| 바다호스도             | 바다호스             | 에스트레마두라주 |
| 바르셀로나도           | 바르셀로나           | 카탈루냐주       |
| 바야돌리드도           | 바야돌리드           | 카스티야이레온주 |
| 발레아레스 제도        | 팔마데마요르카       | 발레아레스 제도  |
| 발렌시아도             | 발렌시아             | 발렌시아주       |
| 부르고스도             | 부르고스             | 카스티야이레온주 |
| 비스카이아도           | 빌바오               | 바스크주         |
| 사라고사도             | 사라고사             | 아라곤주         |
| 사모라도               | 사모라               | 카스티야이레온주 |
| 산타크루스데테네리페도 | 산타크루스데테네리페 | 카나리아 제도    |
| 살라망카도             | 살라망카             | 카스티야이레온주 |
| 세고비아도             | 세고비아             | 카스티야이레온주 |
| 세비야도               | 세비야               | 안달루시아주     |
| 소리아도               | 소리아               | 카스티야이레온주 |
| 시우다드레알도         | 시우다드레알         | 카스티야라만차주 |
| 아빌라도               | 아빌라               | 카스티야이레온주 |
| 아스투리아스도         | 오비에도             | 아스투리아스주   |
| 아라바도               | 비토리아             | 바스크주         |
| 알리칸테도             | 알리칸테             | 발렌시아주       |
| 알메리아도             | 알메리아             | 안달루시아주     |
| 알바세테도             | 알바세테             | 카스티야라만차주 |
| 례이다도               | 례이다               | 카탈루냐주       |
| 오우렌세도             | 오렌세               | 갈리시아주       |
| 우에스카도             | 우에스카             | 아라곤주         |
| 우엘바도               | 우엘바               | 안달루시아주     |
| 지로나도               | 지로나               | 카탈루냐주       |
| 카디스도               | 카디스               | 안달루시아주     |
| 카세레스도             | 카세레스             | 에스트레마두라주 |
| 카스테욘도             | 카스테욘데라플라나   | 발렌시아주       |
| 칸타브리아도           | 산탄데르             | 칸타브리아주     |
| 코르도바도             | 코르도바             | 안달루시아주     |
| 쿠엥카도               | 쿠엥카               | 카스티야라만차주 |
| 타라고나도             | 타라고나             | 카탈루냐주       |
| 테루엘도               | 테루엘               | 아라곤주         |
| 톨레도도               | 톨레도               | 카스티야라만차주 |
| 팔렌시아도             | 팔렌시아             | 카스티야이레온주 |
| 폰테베드라도           | 폰테베드라           | 갈리시아주       |
| 하엔도                 | 하엔                 | 안달루시아주     |

## 같이 보기
- 스페인의 광역자치주